# مرزن أباد
مرزن‌أباد (بالفارسية: مرزن‌آباد) هي مدينة تقع في إيران في ناحية كلاردشت. يقدر عدد سكانها بـ 5,078 نسمة .